# Кларе, Жоан
Жоа́н Кларе́ (фр. Johan Clarey; род. 8 января 1981, Анси) — французский горнолыжник, серебряный призёр Олимпийских игр 2022 года в скоростном спуске, серебряный призёр чемпионата мира 2019 года в супергиганте (самый возрастной призёр Олимпийских игр и чемпионатов мира по горнолыжному спорту за всю историю), участник 4 зимних Олимпийских игр (2010, 2014, 2018, 2022), многократный призёр этапов Кубка мира.

## Спортивная биография
Заниматься горными лыжами Кларе начал в 5 лет под руководством своего отца. На соревнованиях под эгидой FIS Жоан начал выступать в 1996 году. На протяжении 5 лет Кларе практически не выезжал за пределы Франции, участвуя только в национальных соревнованиях. В 2000 году молодой француз принял участие в чемпионате мира среди юниоров, но ни на одной из дистанций ему не удалось попасть даже в двадцатку сильнейших. Начиная с сезона 2000/2001 Жоан стал принимать участие в Кубке Европы, а со следующего сезона и в Кубке Южной Америки.
29 ноября 2003 года француз дебютировал в Кубке мира на этапе в канадском Лейк-Луизе. В этом же сезоне Кларе удалось выиграть несколько гонок в рамках Кубка Европы и стать 9-м в общем зачёте европейского кубка и 2-м в зачёте скоростного спуска. В сезоне 2006/2007 Жоан вновь успешно выступил в Кубке Европы и по итогам сезона выиграл зачёт скоростного спуска. Впервые в тройку призёров на этапах Кубка мира Жоан попал 19 декабря 2009 года в итальянской Валь-Гардене, став 3-м. там же спустя 4 года ему во второй раз удалось подняться на пьедестал почёта, став третьим в скоростном спуске.
В 2010 году Кларе принял участие в зимних Олимпийских играх в канадском Ванкувере. В скоростном спуске французский горнолыжник показал лишь 27-й результат, а в суперкомбинации Кларе и вовсе не смог финишировать. В 2011 году Кларе впервые выступил на взрослом чемпионате мира. Французский горнолыжник принял участие только в одной дисциплине, но и в ней он чуть было не стал обладателем медали. В скоростном спуске Кларе занял 8-е место, отстав от бронзового призёра чуть более, чем на секунду. Спустя месяц после мирового первенства Кларе впервые в карьере стал чемпионом Франции, победив в соревнованиях в скоростном спуске.
В начале 2013 года на этапе в швейцарском Венгене Кларе установил мировой рекорд скорости на горных лыжах, показав по ходу дистанции скорость 161,9 км/ч. чемпионате мира 2013 года Кларе вынужден был пропустить, получив незадолго до начала чемпионата серьёзную травму колена.

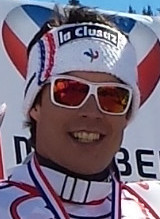
2014 год

На зимних Олимпийских играх в Сочи Кларе рассматривался как один из претендентов на медали в скоростном спуске, но французу не удалось добраться до финиша. В соревнованиях в супергиганте Кларе показал 19-е время, отстав от первого места чуть более, чем на полторы секунды. 1 марта 2014 года Жоан занял второе место на этапе в норвежском Квитфьеле. На чемпионате мира 2015 года Кларе не смог показать высоких результатов, став 16-м в скоростном спуске и 30-м в супергиганте.
На чемпионате мира 2019 года в Швеции француз в супергиганте завоевал серебряную медаль, уступив победителю итальянцу Парису всего 0,09 секунды. В день старта Жоану было 38 лет и 29 дней, что сделало Кларе самым возрастным призёром чемпионата мира за всю историю.
24 января 2021 года в возрасте 40 лет и 16 дней занял второе место в скоростном спуске в Кицбюэле. Кларе стал самым возрастным в истории призёром этапа Кубка мира.
21 января 2022 года в возрасте 41 года и 13 дней вновь стал вторым в скоростном спуске в Кицбюэле, ещё выше подняв планку своего рекорда.
7 февраля 2022 года завоевал серебро в скоростном спуске на Олимпийских играх в Пекине, уступив 0,10 сек Беату Фойцу. Кларе (41 год и 30 дней) стал самым возрастным призёром Олимпийских игр в горнолыжном спорте за всю историю, раньше никому не удавалось выигрывать медаль в возрасте старше 37 лет.
17 декабря 2022 года в Валь-Гардене в возрасте 41 года и 11 месяцев 10-й раз в карьере стал призёром этапа Кубка мира, заняв второе место в скоростном спуске.
21 января 2023 года в возрасте 42 лет и 13 дней занял второе место в скоростном спуске на этапе Кубка мира в Кицбюэле. Последний раз вышел на старт этапа Кубка мира 15 марта 2023 года в Сольдеу, где занял 12-е место в скоростном спуске. 
Объявил о завершении карьеры после сезона 2022/23.
Использовал лыжи фирмы Head.

## Результаты на крупнейших соревнованиях

### Олимпийские игры
| Олимпийские игры | Скоростной спуск | Супергигант | Гигантский слалом | Слалом | Комбинация | Команды |
| ---------------- | ---------------- | ----------- | ----------------- | ------ | ---------- | ------- |
| 2010 Ванкувер    | 27               | —           | —                 | —      | DNF DH     | н/д     |
| 2014 Сочи        | DNF              | 19          | —                 | —      | —          | н/д     |
| 2018 Пхёнчхан    | 18               | —           | —                 | —      | —          | —       |
| 2022 Пекин       | 2                | —           | —                 | —      | —          | —       |

### Чемпионаты мира
| Чемпионат мира           | Скоростной спуск         | Супергигант              | Гигантский слалом        | Слалом                   | Комбинация               | Команды                  | Паралл. гигантский слалом |
| ------------------------ | ------------------------ | ------------------------ | ------------------------ | ------------------------ | ------------------------ | ------------------------ | ------------------------- |
| 2011 Гармиш-Партенкирхен | 8                        | —                        | —                        | —                        | —                        | —                        | н/д                       |
| 2013 Шладминг            | не выступал из-за травмы | не выступал из-за травмы | не выступал из-за травмы | не выступал из-за травмы | не выступал из-за травмы | не выступал из-за травмы | не выступал из-за травмы  |
| 2015 Вейл/Бивер-Крик     | 16                       | 30                       | —                        | —                        | —                        | —                        | н/д                       |
| 2017 Санкт-Мориц         | DNF                      | —                        | —                        | —                        | —                        | —                        | н/д                       |
| 2019 Оре                 | 17                       | 2                        | —                        | —                        | —                        | —                        | н/д                       |
| 2021 Кортина-д’Ампеццо   | 16                       | DNF                      | —                        | —                        | —                        | —                        | —                         |
| 2023 Куршевель           | 23                       | —                        | —                        | —                        | —                        | —                        | —                         |

### Подиумы на этапах Кубка мира (11)
| №  | Сезон   | Дата        | Возраст | Место проведения    | Дисциплина       | Место | Отчёт |
| -- | ------- | ----------- | ------- | ------------------- | ---------------- | ----- | ----- |
| 1  | 2009/10 | 19 дек 2009 | 28      | Валь-Гардена        | Скоростной спуск | 3     |       |
| 2  | 2013/14 | 21 дек 2013 | 32      | Валь-Гардена        | Скоростной спуск | 3     |       |
| 3  | 2013/14 | 1 мар 2014  | 33      | Квитфьелль          | Скоростной спуск | 2     |       |
| 4  | 2016/17 | 21 янв 2017 | 36      | Кицбюэль            | Скоростной спуск | 3     |       |
| 5  | 2018/19 | 27 янв 2019 | 38      | Кицбюэль            | Супергигант      | 2     |       |
| 6  | 2019/20 | 8 дек 2019  | 38      | Бивер-Крик          | Скоростной спуск | 2     |       |
| 7  | 2019/20 | 1 фев 2020  | 39      | Гармиш-Партенкирхен | Скоростной спуск | 3     |       |
| 8  | 2020/21 | 24 янв 2021 | 40      | Кицбюэль            | Скоростной спуск | 2     |       |
| 9  | 2021/22 | 21 янв 2022 | 41      | Кицбюэль            | Скоростной спуск | 2     |       |
| 10 | 2022/23 | 17 дек 2022 | 41      | Валь-Гардена        | Скоростной спуск | 2     |       |
| 11 | 2022/23 | 21 янв 2023 | 42      | Кицбюэль            | Скоростной спуск | 2     |       |